# 中川統雄
中川 統雄（なかがわ のりお、1969年 - ）は、日本のボーカリスト、作曲家、ピアニスト。
東京芸術大学音楽学部卒業、及び同大学大学院修士課程修了。作曲を佐藤眞、前田行央に、ピアノを神野明に師事。日本音楽コンクール第2位、及びE.ナカミチ賞など。現在奈良女子大学講師。
本名である中川統雄以外にもVairöcana、Cockroach eaterなど複数の名義で活動、アルバムをリリースしている。作曲ジャンルは、現代音楽、テクノ、エレクトロニカ、アンビエント、IDM、J-POPなど。

## 活動
大学を卒業後数年は現代音楽の作曲、活動が主であったが、コンピュータが発達してきた90年代末期頃から現代音楽に囚われないエレクトロニカやIDM系の音楽を作曲するようになる。
Cockroach Eater名義でリリースされた1stアルバム『Perfect world』に収録されている「Paranoid sinfonia」に代表されるように、一つの作品の中で複数のジャンルが混在する曲が多いのも特徴のひとつである。
個人名義のアルバムを発表する以前も、様々なミュージシャンのアルバムに対して主に作曲やアレンジなどで参加している。
Vairöcana名義で自身初となるソロ・アルバム「Mah Vairöcana」を2005年にジパング・プロダクツから発表。
その後、Vairöcanaでの二枚目のアルバム「Death mask」を2006年にぬらりひょんレコードから発表。
このぬらりひょんレコードは自身主宰のレーベルでもある。その後、フルーティストの木ノ脇道元と「Cockroach eater」を結成、2009年にはファーストアルバム「Perfect world」を発表する。
ボーカリストとしては、中でも喉歌、声明、ボイスパーカッションを多用。本人が「呪音」と呼ぶオリジナル歌唱法は、ライブやコンサートでも度々聴く事が出来る。

## ディスコグラフィ

### アルバム
Vairöcana
- Mah Vairöcana（2005）
- Death mask（2006）

Cockroach eater
- Perfect world（2009)